# Donje Lipovo
Donje Lipovo (cyr. Доње Липово) – wieś w Czarnogórze, w gminie Kolašin. W 2011 roku liczyła 123 mieszkańców.